# 215 (číslo)
Dvě stě patnáct je přirozené číslo, které následuje po čísle dvě stě čtrnáct a předchází číslu dvě stě šestnáct. Římskými číslicemi se zapisuje CCXV a řeckými číslicemi σιε.

## Matematika
215 je:
- Poloprvočíslo
- Nešťastné číslo
- Nepříznivé číslo
- {\displaystyle 215=(3!)^{3}-1}

## Astronomie
- (215) Oenone je planetka hlavního pásu, kterou objevil v roce 1880 Viktor Knorre

## Doprava
- Silnice II/215 je česká silnice II. třídy vedoucí na trase Mariánské Lázně – Velká Hleďsebe[1]

## Potravinářství
- E 215 je E kód konzervantu ethylparabenu

## Roky
- 215
- 215 př. n. l.